# Koryta
Koryta (bis 1924: Koryto) ist eine Gemeinde in Tschechien. Sie liegt in der Mitte des Bezirkes Plzeň-Nord, ca. 25 km nordöstlich der Stadt Plzeň. Koryta grenzt im Nordosten an Dolní Hradiště und im Süden an Dobříč. Die Gemeinde wurde im Jahr 1175 gegründet und erstmals im Jahr 1233 schriftlich erwähnt. Im Jahre 1924 wurde die Gemeinde von ihrem ursprünglichen Namen Koryto in den heutigen Namen Koryta umbenannt.